# ملكة جمال الولايات المتحدة الأمريكية 1981
ملكة جمال الولايات المتحدة الأمريكية 1981 (بالإنجليزية: Miss USA 1981)‏ هي النسخة الثلاثين من مسابقة ملكة جمال الولايات المتحدة الأمريكية منذ انطلاقتها عام 1952، عقدت المسابقة في 21 مايو 1981 تم بث على الهواء مباشرة على شبكة سي بي إس من مركز مؤتمرات ساحل الخليج في بيلوكسي ، ميسيسيبي . شارك في مسابقة هذا العام 50 متسابقة فقط بعد أن تم استبعاد ديبورا فاونتن من نيويورك أثناء التحكيم الأولي بعد أن تبين أنها كانت ترتدي ملابس السباحة.
في نهاية الحدث فازت بالمسابقة كيم سيلبرايد من ولاية أوهايو ، وتوجت بالمسابقة من قبل ملكة جمال الولايات المتحدة الأمريكية المنتهية ولايتها جينين فورد من ولاية أريزونا. أصبحت سيلبريد ثاني امرأة من ولاية أوهايو تفوز بلقب ملكة جمال الولايات المتحدة الأمريكية ، وذهبت إلى الدور نصف النهائي في مسابقة ملكة جمال الكون عام 1981.
كان هذا العام هو أول عام منذ 1957 يتم فيه إرسال الوصيفة الأولى بمسابقة ملكة جمال الولايات المتحدة الأمريكية إلى ملكة جمال العالم ، وسيستمر هذا حتى عام 1991 عندما تتوقف منظمة ملكة جمال العالم عن قبول مشاركة الوصيفات من ملكة جمال الولايات المتحدة الأمريكية ، بسبب رفض منظمة ملكة جمال الكون هي صاحبة الترخيص مسابقة ملكة جمال الولايات المتحدة الأمريكية إعلان عام خلال نهائيات مسابقة ملكة جمال الولايات المتحدة الأمريكية أن الوصيفة ستذهب إلى ملكة جمال العالم، لكنهم رفضوا ذلك لذلك بعد عام 1991 ، لم تقبل منظمة ملكة جمال العالم أي وصيفة الأولى لملكة جمال أخرى في الولايات المتحدة الأمريكية.

## النتائج

### المراكز النهائية
| النتائج النهائية                          | المتنافسة |
| ----------------------------------------- | --- |
| ملكة جمال الولايات المتحدة الأمريكية 1981 | - أوهايو - كيم سيلبريد |
| الوصيفة الأولى                            | - إنديانا - هولي دينيس |
| الوصيفة الثانية                           | - لويزيانا - ليزا موس |
| الوصيفة الثالثة                           | - كاليفورنيا - سينثيا كيربي |
| الوصيفة الرابعة                           | - هاواي - تيري آن لين |
| أفضل 12                                   | - ألاباما - جوان هندرسون - أريزونا - كاسي هيل - جورجيا - ليزا كوندري - ماريلاند - ليندا لامبرت - تينيسي - شارون كاي ستيكلي - تكساس - ديانا دورنفورد - فرجينيا - بام هتشينز |

## المتسابقات
قائمة الولايات والمندوبات المشاركات في مسابقة ملكة جمال الولايات المتحدة الأمريكية :
| - ألاباما - جوان هندرسون - ألاسكا - شيلي برونو - أريزونا - كاسي هيل - أركنساس - لينان ديبيري - كاليفورنيا - سينثيا كيربي - كولورادو - شانون ديفيدسون - كونيتيكت - كيلي طومسون - ديلاوير - ناتالي رامزي - مقاطعة كولومبيا - بليندا جونسون - فلوريدا - فاليري لوندين - جورجيا - ليزا كوندري - هاواي - تيري آن لين - أيداهو - لوري ديتش - إلينوي - ليزلي رينفرو - إنديانا - هولي دينيس - آيوا - جينيفر لين ويمبي - كانساس - ميسي كاسر - كنتاكي - دينيس جيبس - لويزيانا - ليزا موس - مين - جودي لين فوتر - ماريلند - ليندا لامبرت - ماساتشوستس - جوان سافري - ميشيغان - كارين إيدسون - مينيسوتا - بولي بيترسون - مسيسيبي - أنجيلا أشمور - ميزوري - كارين سماغاتش | - مونتانا - كاثي جو لوكاتي - نبراسكا - لادونا هيل - نيفادا - ماري ليبسك - نيوهامبشير - سينثيا لي جريفز - نيوجيرسي - كريستي جارثويت - نيومكسيكو - ليز غابرييل دومينيك ثيفينيت - نيويورك - ديبوراه فونتاين - كارولاينا الشمالية - ليزا كولين سويفت - داكوتا الشمالية - لوري سارينين - أوهايو - كيم سيلبريد - أوكلاهوما - ستايسي لوتش - أوريغون - دون لويس - بنسيلفانيا - نينا ستون - رود آيلاند - باتي ريو - كارولاينا الجنوبية - زيد تيرنر - داكوتا الجنوبية - جوان أبوت - تينيسي - شارون كاي ستيكلي - تكساس - ديانا دورنفورد - يوتا - تونيا أندرسون - فيرمونت - جانيت وولف - فيرجينيا - بام هوتشينز - واشنطن - ليلى واغنر - فيرجينيا الغربية - كيلي كار - ويسكونسن - داون ماري سبريمان - وايومنغ - ديبورا أسبينوال |

## روابط خارجية
- موقع ملكة جمال الولايات المتحدة الأمريكية الرسمي